# Marija Petković

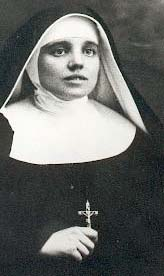
Sr. Marija vom gekreuzigten Jesus 1892–1966

Marija Petković (* 10. Dezember 1892 in Blato auf der Insel Korčula, Kroatien; † 9. Juli 1966 in Rom), Ordensname Marija vom gekreuzigten Jesus, war Ordensschwester und Gründerin der Kongregation der Töchter der Barmherzigkeit des Heiligen Franz. Sie wurde am 6. Juni 2003 in Dubrovnik von Papst Johannes Paul II. seliggesprochen.

## Leben und Wirken
Marija Petković war das sechste von elf Kindern der Eheleute Antun Kovac Pekovic und Maria geb. Marinovic. Antun war ein vermögender Mann; seine Großzügigkeit gegenüber den Armen war ein Beispiel für seine Kinder. Sie besuchte die Volksschule ihres Heimatorts und ab 1904 die Schule der „Dienerinnen der Nächstenliebe“ Mitschwestern einer Ordensgemeinschaft die Bischof Josip Marčelić in sein Bistum Dubrovnik rief.
Nach dem Empfang der Ersten heiligen Kommunion 1905 hatte Marija den Wunsch Nonne zu werden. Sie offenbarte sich ihrem Bischof und legte ein privates Keuschheitsgelübde ab, das sie jeden Tag im Gebete erneuerte. Über die Vereinigung „Daughters of Mary“ leistete sie tätliche Nächstenliebe. Eine Gruppe betreute bzw. besuchte Kranke, eine andere Gruppe bereitete Kinder auf die Erstkommunion vor. 1909–1919 war sie Leiterin der Vereinigung mit rund 300 Mitgliedern. Als ihr Vater 1911 verstarb, übernahm sie die Verantwortung in der Familie und unterstützte ihre Mutter bei der Erziehung der Geschwister. Die Zeit des Ersten Weltkriegs forderte ihren caritativen Einsatz. Unter der Leitung von Bischof Marčelić betreute sie ab 1915 die „Gesellschaft katholischer Mütter“, 1917 übernahm sie die Führung des Dritten Ordens der Franziskaner und leitete die „Suppenküche“, die der Bischof eingerichtet hatte. Mit der Bitte an den Bischof in ihrer Heimat Blato auf Korcula und sich weiterhin um die Armen kümmern zu dürfen, trat sie zusammen mit ihrer Freundin Marija Telenta der Ordensgemeinschaft der „Dienerinnen der Nächstenliebe“ bei. Wenig später starb jedoch die Vorgesetzte und die anderen Schwestern mussten aus politischen Gründen das Land verlassen und nach Italien zurückkehren.
Sr. Marija vom gekreuzigten Jesus versammelte noch mehrere junge Frauen um sich und Bischof Josip Marčelić musste das gegebene Wort einlösen. Am Fest Mariä Verkündigung, 25. März 1919, kam es zur Gründung der „Kongregation der Töchter der Barmherzigkeit des Hl. Franz“. Es wurde eine Gemeinschaft diözesanen Rechts, die 1928 offiziell anerkannt wurde. Neben der Hilfe für Arme und Kranke sollten die jungen Mädchen aus der Gegend unterrichtet und ausgebildet werden. Die Schwestern gründeten Kindergärten, Tagesstätten, Hauswirtschafts- und Nähklassen.
1936 gründete die Kongregation der Töchter der Barmherzigkeit Niederlassungen in Argentinien und in den Jahren 1940 bis 1952 in mehreren Ländern Lateinamerikas. Die Generalkongregation verlegte ihren Sitz nach Rom, dort erlitt die Ordensgründerin 1954 einen Schlaganfall und war dauerhaft gelähmt.
Erschöpft vom Dienst für Gott und die Armen, für die sie alles tat, verstarb sie am 9. Juli 1966 und wurde im römischen Friedhof Campo Verano beigesetzt. 1969 wurde der Leichnam in die Hauskapelle der Generalkongregation überführt, um 1998 in der Krypta der Klosterkirche in Blato die letzte Ruhestätte zu finden.

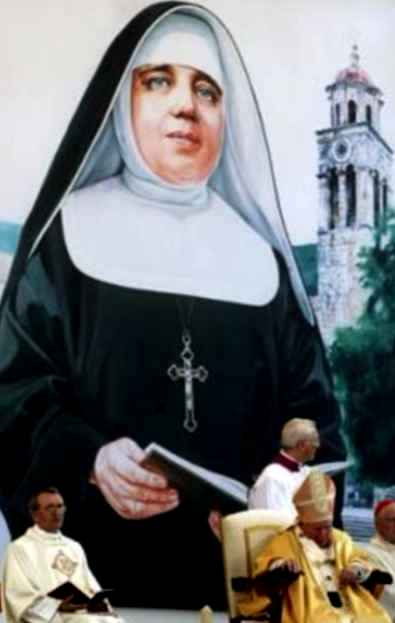
Seligsprechung am 6. Juni 2003 in Dubrovnik

## Seligsprechung
Am 26. August 1988 wurde das peruanische U-Boot BAP Pacocha (SS-48) kurz vor der Einfahrt in den Hafen von Callao von dem japanischen Fischtrawler Kiowa Maru gerammt und versank. 20 Matrosen drohten zu ertrinken, weil sich die Luke nicht schließen ließ. Roger Cotrina, 42-jähriger Leutnant erzählte, dass er zu Marija Petković betete, von der ihm die Schwestern der „Töchter der Barmherzigkeit“ erzählten. Die Luke schloss sich und der Leutnant war überzeugt davon, dass sie in seiner Rettung und in der Rettung anderer Matrosen im U-Boot vermittelte. Nach langjährigen Untersuchungen der Kongregation für die Selig- und Heiligsprechungsprozesse wurde dies als Wunder anerkannt. Bei seinem 3. Pastoralen Besuch in Kroatien sprach sie Papst Johannes Paul II. am 6. Juni 2003 in Dubrovnik selig; sie war die erste Selige Kroatiens.

## Die Gemeinschaft heute
Die Kongregation der Töchter der Barmherzigkeit des Heiligen Franz mit dem Generalat in Rom hat Niederlassungen in Kroatien, Serbien, Bosnien und Herzegowina, Slowenien, Rumänien Italien und Deutschland, in Argentinien, Chile, Paraguay und Peru und in Kanada.